# گوهروو
گوهروو (به آلمانی: Guhrow) یک شهر در آلمان است که در اشپری-نایسه واقع شده‌است. گوهروو ۵۸۵ نفر جمعیت دارد.